# Vendrest
Vendrest és un municipi francès, situat al departament de Sena i Marne i a la regió de Illa de França. L'any 2007 tenia 711 habitants.
Forma part del cantó de La Ferté-sous-Jouarre, del districte de Meaux i de la Comunitat de comunes del Pays de l'Ourcq.

## Demografia

### Població
El 2007 la població de fet de Vendrest era de 711 persones. Hi havia 254 famílies, de les quals 43 eren unipersonals (20 homes vivint sols i 23 dones vivint soles), 63 parelles sense fills, 117 parelles amb fills i 31 famílies monoparentals amb fills.
La població ha evolucionat segons el següent gràfic:
Habitants censats

### Habitatges
El 2007 hi havia 303 habitatges, 254 eren l'habitatge principal de la família, 32 eren segones residències i 17 estaven desocupats. 290 eren cases i 12 eren apartaments. Dels 254 habitatges principals, 200 estaven ocupats pels seus propietaris, 48 estaven llogats i ocupats pels llogaters i 7 estaven cedits a títol gratuït; 4 tenien una cambra, 8 en tenien dues, 46 en tenien tres, 68 en tenien quatre i 129 en tenien cinc o més. 192 habitatges disposaven pel capbaix d'una plaça de pàrquing. A 101 habitatges hi havia un automòbil i a 139 n'hi havia dos o més.

### Piràmide de població
La piràmide de població per edats i sexe el 2009 era:
| Homes | Edats   | Dones |
| ----- | ------- | ----- |
| 0     | 95 o +  | 4     |
| 0     | 90 a 94 | 0     |
| 4     | 85 a 89 | 8     |
| 0     | 80 a 84 | 4     |
| 8     | 75 a 79 | 8     |
| 4     | 70 a 74 | 8     |
| 8     | 65 a 69 | 12    |
| 16    | 60 a 64 | 24    |
| 8     | 55 a 59 | 4     |
| 20    | 50 a 54 | 12    |
| 32    | 45 a 49 | 24    |
| 24    | 40 a 44 | 20    |
| 28    | 35 a 39 | 20    |
| 52    | 30 a 34 | 16    |
| 20    | 25 a 29 | 40    |
| 4     | 20 a 24 | 8     |
| 16    | 15 a 19 | 12    |
| 28    | 10 a 14 | 20    |
| 20    | 5 a 9   | 16    |
| 8     | 0 a 4   | 28    |

## Economia
El 2007 la població en edat de treballar era de 473 persones, 383 eren actives i 90 eren inactives. De les 383 persones actives 347 estaven ocupades (188 homes i 159 dones) i 36 estaven aturades (16 homes i 20 dones). De les 90 persones inactives 31 estaven jubilades, 30 estaven estudiant i 29 estaven classificades com a «altres inactius».

### Ingressos
El 2009 a Vendrest hi havia 267 unitats fiscals que integraven 730 persones, la mediana anual d'ingressos fiscals per persona era de 20.474 €.

### Activitats econòmiques
Dels 15 establiments que hi havia el 2007, 1 era d'una empresa de fabricació d'altres productes industrials, 6 d'empreses de construcció, 4 d'empreses de comerç i reparació d'automòbils, 1 d'una empresa d'informació i comunicació, 2 d'empreses immobiliàries i 1 d'una empresa de serveis.
Dels 7 establiments de servei als particulars que hi havia el 2009, 1 era un taller de reparació d'automòbils i de material agrícola, 1 guixaire pintor, 1 fusteria, 2 lampisteries, 1 electricista i 1 empresa de construcció.
L'únic establiment comercial que hi havia el 2009 era una botiga de menys de 120 m².
L'any 2000 a Vendrest hi havia 5 explotacions agrícoles que ocupaven un total de 1.045 hectàrees.

## Equipaments sanitaris i escolars
El 2009 hi havia 2 escoles elementals integrades dins de grups escolars amb les comunes properes formant escoles disperses.

## Poblacions més properes
El següent diagrama mostra les poblacions més properes.